# Márcio Costa
Márcio Alexandre Bastos da Costa, mais conhecido como Márcio Costa (Rio de Janeiro, 18 de maio de 1971), é um ex-futebolista brasileiro que atuava como zagueiro.

## Carreira
Revelado pelo São Cristóvão em 1989, Márcio Costa começou sua carreira profissional no Bragantino, em 1992, aos 20 anos. Atuou também pelo Fluminense, Flamengo, Corinthians (foi bicampeão do Campeonato Brasileiro e campeão do Mundial de Clubes em 2000) Brasiliense, Santa Cruz, Coritiba, Cabofriense, Olaria, Sampaio Corrêa, Campinense, Resende, São Cristóvão, Volta Redonda, Barra Mansa, Capital CF, Aracruz, Legião, Corintians de Caicó, Ceilandense, Bolamense e CFZ-DF.

## Títulos
Fluminense
- Campeonato Carioca: 1995

Flamengo
- Taça Guanabara: 1996
- Taça Rio: 1996
- Campeonato Carioca: 1996
- Copa Ouro: 1996

Corinthians
- Campeonato Paulista: 1997 e 1999
- Campeonato Brasileiro: 1998 e 1999
- Campeonato Mundial de Clubes da FIFA: 2000

Resende
- Campeonato Carioca – Segunda Divisão: 2007

### Outras conquistas
Fluminense
- Torneio de Maceió: 1994